# Francesco Fortunato (siatkarz)
Francesco Fortunato (ur. 23 lipca 1977 w Bassano del Grappa) – włoski siatkarz, występujący obecnie w Serie A w drużynie Bre Banca Lannutti Cuneo. Gra na pozycji środkowego. Mierzy 201 cm. Dwukrotnie wystąpił w reprezentacji Włoch.

## Kariera zawodnicza
- 1992–1997  Schio
- 1997–2001  Roma
- 2001–2003  Itas Diatec Trentino
- 2003–2007  Latina Volley
- 2007-  Bre Banca Lannutti Cuneo

## Sukcesy
- Mistrzostwo Włoch:
  -   2000, 2010[1]
  -  2008
- Puchar CEV:
  -  2000, 2010
  -   2009
- Puchar Włoch:
  -  2011